# Filmfare Award/Beste Filmszene
Der Filmfare Sony Best Scene of the Year Award wird vom Filmfare-Magazin verliehen und ist eine Preiskategorie der jährlichen Filmfare Awards für Hindi-Filme. Der Preis für die beste Filmszene wird seit 1998 vergeben.
Liste der Filme, die die ausgezeichnete beste Filmszene enthalten:
| Jahr | Film                                                      |
| ---- | --------------------------------------------------------- |
| 1998 | Judaai                                                    |
| 1999 | Ghulam                                                    |
| 2000 | Biwi No. 1                                                |
| 2001 | Fiza                                                      |
| 2002 | In guten wie in schweren Tagen (Kabhi Khushi Kabhie Gham) |
| 2003 | Devdas – Flamme unserer Liebe                             |
| 2004 | Lebe und denke nicht an morgen (Kal Ho Naa Ho)            |
| 2005 | Hum Tum – Ich & du, verrückt vor Liebe                    |
| 2006 | Bunty und Babli                                           |
| 2007 | kein Preis                                                |
| 2008 | kein Preis                                                |
| 2009 | Ein göttliches Paar (Rab Ne Bana Di Jodi)                 |
| 2010 | kein Preis                                                |
| 2011 | Golmaal 3                                                 |